# Gmina Steblevë
Gmina Steblevë (alb. Komuna Steblevë) – gmina  położona w środkowej części Albanii. Administracyjnie należy do okręgu Librazhd w obwodzie Elbasan. W 2011 roku populacja gminy wynosiła 809 w tym 387 kobiety oraz 422 mężczyzn, z czego Albańczycy stanowili 84,92% mieszkańców.
W skład gminy wchodzi siedem miejscowości: Steblevë, Zabzun, Borovë, Llangë, Sebisht, Moglicë, Prodan.